# Francisco Montaña (político)
Francisco Montaña (Paipa, 18??-Bogotá, 1924) fue un político colombiano.

## Biografía
Participó, de manera activa, en la Asamblea Nacional Constituyente y Legislativa de 1908 y 1909, en representación de extinto departamento de Tundama. Asimismo ejerció como Representante a la Cámara y desde 1906 hasta 1920 fue Senador de la República (siendo Presidente del Senado en 1916). Una vez culminó su paso por el Congreso, en 1920, pasó a formar parte del gobierno de Marco Fidel Suárez, como ministro de Relaciones Exteriores.
Falleció en Bogotá en 1924.

## Homenajes
El Congreso de Colombia mediante la ley 2 de 1925 le rindió honores y resolvió poner un retrato suyo en el salón de la Comisión Asesora del Ministerio de Relaciones Exteriores.